# Paratrechina
Paratrechina es un género de hormigas perteneciente a la familia Formicidae. Se distribuyen por casi todo el planeta; aunque es originaria de zonas templadas de Asia y África, se han extendido como plaga.

## Especies
Se reconocen las siguientes:
- Paratrechina ankarana LaPolla & Fisher, 2014
- Paratrechina antsingy LaPolla & Fisher, 2014
- Paratrechina kohli (Forel, 1916)
- Paratrechina longicornis (Latreille, 1802)
- Paratrechina zanjensis LaPolla, Hawkes & Fisher, 2013

## En la cultura popular
- En la película Ant-Man, se menciona la velocidad y la facultad de Paratrechina longicornis, también conocidas como hormigas locas, para conducir electricidad.